# 科学における不正行為
科学における不正行為（かがくにおけるふせいこうい、英: scientific misconduct）とは、科学の学問としての規範や、研究を行う際に守るべき研究倫理基準に対し、違反する行為のことを指す。研究不正（けんきゅうふせい）ともいう。

## 定義
国によって異なる。
- 日本（2014年）：研究者倫理に背馳し、研究活動及び研究成果の発表において、その本質ないし本来の趣旨を歪め、科学コミュニティの正常な科学的コミュニケーションを妨げる行為[1]。

- アメリカ（2000年）：研究の企画、実行、評価および結果の報告における捏造・改竄・盗用[2]。

- デンマーク（1992年）：故意または重過失により、科学的メッセージの改竄や歪曲あるいは科学者に対する誤った信用や注目をもたらすこと[3]。
- フィンランド（1994年）：科学コミュニティに対して捏造、改竄、または盗用された観測または結果を提示すること、および健全な科学的慣行に違反すること[3]。
- ノルウェー（1994年）：研究の企画・実行・報告における確立した倫理的研究慣行からの重大な逸脱のすべて[3]。
- スウェーデン（1997年）：データの捏造、他の研究者の原稿や企画書や出版物からのデータ／文章／仮説／方法の盗用／剽窃などの方法で、故意に研究プロセスを歪曲すること[3]。

捏造・改竄・盗用（英語の頭文字をとってFFPと呼ばれる）のみに絞るアメリカの定義が最も狭義である。但し、アメリカは、他の国では研究不正として扱われる行為を「懸念ある研究行為」(questionable research practices)と呼ぶことで問題提起を行っている。

## よくある誤解

### 再現性の欠如との混同
再現性の欠如はしばしば研究不正として捉えられるが、これは別個の概念である。但し、再現性がありコアデータのインパクトも大きい論文の場合、研究不正が看過されることはある。例えばメンデルの遺伝法則の論文は統計学的に疑問視されていたことがあるが、疑問視されていた最中においても賞賛された。また、日本の衆議院では、匿名Aの事件の際に、研究不正の調査に再実験が含まれ得るとの答弁が文部科学省の政務官から2015年5月19日になされている。文部科学省が2006年に作成した研究不正調査についてのガイドラインにも、再現性を示す機会を保障するとの記載が含まれている。

### 論文撤回との混同
日本における研究不正の深刻さが、Retraction Watchが作成する個人別撤回論文数ランキングの上位の大半が日本人であることを根拠に主張されていることがしばしばある。しかしながら、論文が撤回される理由は研究不正だけではない。また、不正論文を撤回することは、不正論文を看過することより倫理的に望ましい行為である。撤回論文数が多くなる国を目指すべきという考え方もある。撤回論文数のランキングの解釈は慎重に行わなければならない。

## 分類

### 行為の内容
- データの捏造（ねつぞう、Fabrication）
- データの改竄（かいざん、Falsification）
- データの盗用（とうよう、Plagiarism）・剽窃（ひょうせつ）
- 他の科学者のアイデアの盗用

- 二重投稿
- 捕食雑誌への意図的な出版
- ギフトオーサーシップ
- ゴーストオーサーシップ
- 査読不正
- 利益相反の非開示
- 研究資金の不正使用

定義の項目で述べたように、これらの一部は国によっては研究不正には当たらない。

### 発生領域
科学における不正行為は、科学コミュニティ内部の問題、とりわけ出版された学術論文の問題としてとらえられることが多い。しかし、科学コミュニティの外部でも科学的知識の伝達・利用は日常的におこなわれている。そのため、たとえば学校での教育、企業による商品開発や広告、特許等の知的財産権の取得（後述）、政府等の機関への情報提供、マスメディアやインターネットでの広報など、さまざまな領域において科学的メッセージの歪曲などの不正は発生する。

## 頻度
2002年にアメリカ国立衛生研究所がアンケートを行ったところ、33％の人が過去3年間に何らかの不正行為をしたことがあると回答した。2013年の日本分子生物学会のアンケートでは、10.1%の人が所属研究室で研究不正を目撃したことがあると回答した。
近年登場した論文工場と捕食雑誌により、原理的にはこの世の100%近い論文が完全な虚偽論文になる可能性がある。日本分子生物学会の欧文誌では、2020年の時点で投稿論文の過半数が論文工場由来と推定されている。

### 捏造・改竄・盗用
エリザベス・ビクは、20,000報の論文を目視した結果、4%の医学論文に不自然な改変や重複使用が疑われる画像データを見つけたことを2016年に発表した。疑惑画像が見つかる確率が最も低い国は日本だった。

### 二重投稿
2008年のNature誌の記事では、発表論文の1%程度が二重投稿との推計が紹介された。

### ギフトオーサーシップ
2020年～2021年に行われた調査によると、貢献のない論文の著者になった自覚があると回答した研究者の割合は、米国では約55％、欧州では約69％であった。

### 再現性の欠如（参考）
2012年、製薬企業アムジェンが調べたところ、有名なガン研究の論文の89％に再現性が無かった。
2015年、有名な心理学の論文のうち再現が取れたのは39％という報告がなされた。
2021年、ガン研究の有名論文53報に掲載された193個の実験のうち半分以上の実験について再現を確認できなかったという報告がなされた。実験条件を問い合わせても著者から協力が全く得られない割合は32％であった。

## 深刻さ
研究不正問題の深刻さについては、肯定的な意見と否定的な意見が存在している。

### 肯定的
- 2013年の日本分子生物学会のアンケートでは、97.5%の人が研究不正は大きな問題だと思うと回答した（「ライフサイエンスにおいて、研究不正は大きな問題だと思いますか？」という質問に対して、81.6%が「そう思う」、15.9%が「ある程度そう思う」）[28]。
- 2015年1月30日、文部科学大臣下村博文は、「STAP細胞論文をはじめとする研究不正、これは科学技術に対する国民の信頼を揺るがす問題であると深刻に受け止めております」と記者会見で述べた[42]。

### 否定的
- 2014年4月28日、STAP騒動の最中にノーベル賞受賞者に対する匿名Aの指摘が報道された際、大越健介はNHKのニュース番組において指摘を揚げ足取りと表現した[要出典]。
- 2015年3月10日、NHKのクローズアップ現代で、浅島誠は「でっちあげの研究というか悪い研究をしている人はそんなに増えているわけではない、そのことは理解しておいてほしい」と発言した[43]。

## 原因
2013年の日本分子生物学会のアンケートでは、個人に原因があると考える人と構造に原因があると考える人がほぼ同数であった。
ドナルド・クレッシーによると、組織が絡んだ犯罪は、「機会（実行を可能にする機会・手段）」「動機（実行に至った事情）」「正当化（自らを納得させる理由付け）」 の3つの要素が満たされた時に起こる。研究不正の場合、このうち動機については「publish or perish」と呼ばれる研究者の過酷な競争に原因があるとする見方がある。近年、特に日本では大学改革が行われた2004年以降、大学や研究者は、暗闇の中で一筋の光を見つけていくような知的で自由なものから、発表論文のメトリクスで定量的に評価される産業的な監視対象に変質しているのである。
査読に原因があるとする見方がある。論文業績が重視されるに従い査読が研究者の生殺与奪を決定するようになったため、査読のやり取りは、新しく生まれた知見を真剣に討議できる知的な楽しみから、生計を維持するための奴隷的な作業になった。研究室主催者の意向が実際には査読者の意見ということも多くなった。査読者のコメントによって研究不正が誘導され得るため、リバイス時は捏造のリスクが上がる。2022年にeLife誌が査読過程におけるリジェクトの廃止を発表したことは、この原因を取り除くことにつながる可能性がある。
製薬企業等の特定の組織から研究費を受け取る場合、研究者はその特定の組織が有利になる論文を発表する傾向があると言われている（詳しくは利益相反を参照のこと）。Tansa（旧ワセダクロニクル）らが作成している製薬マネーデータベース『YEN FOR DOCS』は、1割程度の学会理事が多額の金銭を製薬会社から受領していることを明らかにしている。
産業技術総合研究所の夏目徹は、2008年の日本分子生物学会において捏造データが生まれる仕組みを4つに大別し(pp19-20)、話題となった。
- ボトムアップ出来心型：個人の出来心によるデータ操作
- ボトムアップ確信犯型：どうせバレないと考えて、意図的にデータを捏造する
- トップダウン恫喝型：研究室のボスの考えたストーリー通りの結果を出すことを強制される
- トップダウン洗脳型：捏造が研究室などの内部で奨励されている

## 告発と調査
松澤孝明による数十カ国の分析によると、告発の受付と調査を担う研究公正システムは、タイプ１「調査権限を有する，国として立法化された集権システム」、タイプ２「研究資金配分機関や個々の機関とは異なる，監督のための法律によらない組織からなるシステム」、タイプ３「独立した研究公正監督組織やコンプライアンス機能がないシステム」の3つに分類される。例えば米国はタイプ１を採用しており、研究公正局などが疑義の連絡や告発を受け付けて調査を行う。現状の日本はタイプ３を採用している。

### 日本の場合

#### 告発先
不正の疑義に関する調査は研究者が所属する大学や研究機関が実施するのが原則である。文部科学省や日本学術振興会などにも告発の受付窓口があるものの、告発文書を大学や研究機関へ回付するだけに留まる。

#### 調査のプロセス
まず告発された研究機関内の研究者で構成される予備調査委員会により調査がなされる。本格的な調査が必要と判断された場合に限り、外部有識者を交えた本調査委員会が組織される。本調査で不正が認定された場合、研究機関は文部科学省及び研究資金配分機関に当該調査結果を報告するものとされている。

#### 論点・問題点
タイプ３を採用していることによって、次の２つの問題が発生している：(1)調査の限界、(2)利益相反。

##### 【調査の限界】
日本の大学や研究機関は、警察のような捜査権は有していない。そのため、被告発者の善意がなければ不正の証拠は提出されない。例えば東京大学分子細胞生物学研究所の事件では、最後まで調査に非協力的であった人たちは不正を認定されなかった。このような本末転倒な状況を解決するため、捜査権を持つ警察が関与するべきという意見もある。一方、あるノーベル賞受賞者は「証拠（実験ノート）を出さなければ不正とみなす」という意見を2014年の国会で述べた。証拠を出さないことをもって不正を認定することの法的妥当性については懸念もあるが、認定は可能との判例も地方裁判所で1例ある。

##### 【利益相反】
告発を受けた研究機関には、不正を認定すれば自らの評価が悪化するという利益相反がある。例えば、告発を受けた大学・研究機関内部の研究者で構成される予備調査委員会が「論文の結論には影響しない軽微なものであるため不正はなかった」「掲載済みの論文に対する不正の疑いに関する調査は、当機構(研究機関)ではなく掲載した学術誌が責任をもって行うべき」といった解釈を行い、本調査を実施しなかった事例が2020年にあった。このような利益相反の問題を解決するには、米国の研究公正局のような第三者機関の設置、すなわちタイプ３のシステムからの脱却が必要である。第三者機関は警察でもよいかもしれない。日本でも第三者機関についての議論は行われてきたが、「国の関与を強めると研究現場が萎縮する」とする意見も根強く、第三者機関の設置はこれまで見送られている。文科省幹部は匿名Aの事件の際に「（第三者機関が設置されても）告発が増えれば対応しきれない」とも述べている。

#### 告発者
現場で遭遇した研究者が告発するケースもある。一方、自らとは無関係の論文を網羅的に調査する人（「data thug（データ刺客）」「scientific sleuth（科学探偵）」「literature watchdog（文献監視人）」などと呼ばれる）が告発しているケースも多い。海外ではエリザベス・ビクやポール・ブルックスなどの顕名の人物が告発を担っているが、日本では実名を公には明かさない正体不明の人物がインターネット上の匿名掲示板などを利用して告発をしているケースが多い。その正体不明の人物としては、11jigen、匿名A、Ordinary_researchersが挙げられるが、いずれも2020年には活動を休止した。

## 対策
米国では1970年代半ばに研究不正が社会問題になったため、1980年頃から対策が進められてきた。一方、日本では研究不正が表沙汰になることは最近まであまりなかった。2013年のNature誌の記事においては、科学技術振興機構が研究不正を認定した数が1957年の設立以来ゼロであることが批判されていた。そのような状態だった昔に比べれば、現状把握と対策が今の日本で行われていることは間違いない。一方、文科省の職員が、対策の方法に悩んでいることや、現状を深刻に見ていることが報道などで明らかにされている。すなわち、現在の日本の対策は、十分効果があると評価されているわけではない。

### 教育
研究倫理教育は世界各国で行われている。日本では、STAP事件を契機として、公的研究費を用いる研究者に対して受講が義務化された。公正研究推進協会（APRIN）という研究倫理教育を考える一般財団法人も設立された。しかしながら、日本分子生物学会で研究倫理教育を担当していた東京大学分子細胞生物学研究所の研究室において大量の不正論文が見つかった事件を踏まえると、研究倫理教育で防止できるとは考えにくい。事実、事態を受けて研究倫理教育をさらに強化していた渦中の東京大学分子細胞生物学研究所で、2016年に2件目の大きな不正事件が発覚した。しかし、現在も有志は教育手法の模索を続けている。

### 実験ノートやデータの保管の義務化
実験ノートをしっかり書き、それを管理することが防止につながるとする意見がある。日本学術会議は、研究活動を記録した実験ノート、論文等を発表する根拠となった文書・数値・画像等、研究に関わる資料等を原則10年間保存することを義務づけるガイドラインを2015年に提唱した。

### 処罰
国により異なるが、刑事罰による収監や医師免許剥奪が行われる場合もある。中華人民共和国では死刑も定められている。日本では刑事罰は定められていないが、不正が公に認定された場合は何らかの人事処分と公的研究費申請資格の停止が行われることが多い。STAP事件のようにメディアに盛んに報じられた場合は、大きな社会的制裁を受ける結果になる（関係者が自死したケースも複数存在する）。

### 評価方法の改革
論文の定量的な評価に基づいている研究者の評価体系を、別のものへと変更する試みが欧州では始まっている。
エリザベス・ビクは、研究の評価体系を、再現性が確認された実績に基づくものに移行する必要があると主張している。背景には、人工知能の利用拡大によって、このままでは人間が真贋を見抜けない虚偽論文に学術界が占有されるという危機がある。

### 対策への苦言
研究不正への対策が進むと若手研究者などが萎縮しチャレンジ精神が失われるという意見もある。

## 周囲の研究不正に気付く方法
キャリアの浅い人が業界の慣行と研究不正を区別することは、一般的には難しい。多くの場合、かなりの時間が経ってから気付くことになる。
出版後査読の役割を果たしているPubPeerには、多数の論文について疑惑の指摘を含めたコメントが掲載されている。PubPeerを著者名や論文のタイトルで検索し、コメントの内容を吟味して判断することは可能かもしれない。
Retraction Watchは撤回論文のデーターベースを作っている。検索し、論文の様態や撤回の理由を吟味して判断することは可能かもしれない。

## 巻き込まれた時の心構え
弱い立場の大学院生やポスドクが研究不正に巻き込まれ、追試も出来ないような状態になると、過失がなくても多大な損害を受ける。もっとも大きな影響は、他人と協力することや科学全般についての絶望といった心の傷であると言われる。白楽ロックビルによると、政府や大学は、巻き込まれた大学院生やポスドクに対する手当や対応基準を用意していない。周辺の教員が個々に対応しているのが現状である。
The Labという研究不正に巻き込まれることを疑似体験できる米国の教材において、どのような選択肢を選んでも大学院生にはハッピーエンドがないことを科学技術振興機構は認めている。
仮に所属研究室の不正に気付いた場合は、研究室の運命を左右する問題を一人で背負うことは危険であるので、研究不正行為が行われている場から離れた後に信頼できる機関に情報提供することが望ましいとされる。研究室から離れるには、研究不正を訴えるより人間関係の悪化を訴える方が容易と言われる。
内部告発は報復される危険性を伴う。告発により被告発者以外の組織構成員も被害を被る可能性があるため、報復する動機を持ち得るのは被告発者だけではない。純粋な被害者であっても、加害者の濡れ衣を着させられる可能性はある。データを捏造する人間や組織が無実の人の罪を捏造しない保証はない。
研究不正の疑惑がある研究室であっても、意義ある研究活動は可能かもしれない。例えば、疑惑が公に指摘されたり、論文撤回が行われたりしている研究室からノーベル賞の成果が生まれている例は多数存在する。
研究不正事件に巻き込まれてもキャリアが完全に閉ざされるわけではない。東京大学の研究不正事件に巻き込まれて博士号が取り消された学生が5年後に再び博士号を取得した例もある。

## 具体例
全てを列挙することは現実的ではないので、(1)自殺者を含む死者を出した事件、(2)10名以上の健康被害を出した事件、(3)金銭的な影響が100億円を超える事件、(4)複数の国の複数の主要報道機関から数ヶ月以上記事が出稿された事件、(5)20報以上の論文に関わる事件、(6)過去に類似例のない事件、(7)極端に不適切な事後対応が行われた事件、(8)政府の政策や研究制度の変更を促した事件をここでは取り上げる。最終的に不正が認定されなかった事件を含む。
日本では2014年に複数の大きな事件が発生または終結し、STAP細胞問題などがメディアで盛んに報道されたことから、その時期の事件を2014年問題と総括することがある。
| 時期   | 事件名 関係者名                                            | 研究所 大学 | 事件内容 |
| ------ | ---------------------------------------------------------- | --- | --- |
| 1909年 | ピルトダウン人事件                                         | | 1909年から1912年にかけてイギリスでチャールズ・ドーソンによって旧石器時代の人骨が"発見"され、「ピルトダウン人」と名づけられたが、捏造された偽造化石の可能性が当初から疑われていた。1953年に初めて偽造と判明した。 |
| 1926年 | サンバガエル捏造事件                                       | | オーストリアの遺伝学者パウル・カンメラーは、19世紀初頭にラマルクが唱えた用不用説を証明するために、サンバガエルを水中で交尾させることで婚姻瘤の発現が見られることを発表。ところが、他の研究者の検証によって婚姻瘤がカエルの足に着色することによる捏造だったことが判明。カンメラーは自らを陥れるための陰謀だと主張したが受け入れられず、ピストル自殺した。 「ネオ・ラマルキズム」の項も参照。 |
| 1953年 | DNAの二重らせん構造                                        | | ロザリンド・フランクリンの上司のモーリス・ウィルキンズは、フランクリンが得たDNAのX線写真「photo51」を、フランクリンに知らせることなくジェームズ・ワトソンに見せた。ワトソンは写真に写る黒い十字の模様がらせん構造を示していることに瞬時に気づき、フランシス・クリックと共にDNAの二重らせん構造のモデルをNature誌に直ちに発表した。 ワトソンとクリックとウィルキンズは1962年にDNAの構造の解明によってノーベル賞を受賞した。フランクリンは1958年に卵巣がんで死亡していた。 ワトソンは1968年の著書でフランクリンの写真をこっそり見たことを明かし、作家のアン・セイヤーなどから盗用であるとの非難を浴びた。 |
| 1974年 | サマーリン事件                                             | メモリアル・スローン・ケタリング癌研究所 | ウィリアム・サマーリンが、ネズミの皮膚にマーカーペンで黒い点を複数描き、皮膚移植が成功したかのように見せかけた。 |
| 1980年 | アルサブティ事件                                           | | イラクからヨルダンを経てアメリカ合衆国へ留学した医師エリアス・アルサブティは、テンプル大学に研究職のポストを得るものの成績が振るわず失職。その後、ジェファーソン医科大学へ移籍したが、そこで実験データの捏造が発覚。大学を追われいくつもの研究機関を転々とするものの、その際に無名の学術雑誌に掲載されていた論文を多数盗用し別の無名の学術雑誌に投稿することを繰り返した。そのうち60数件が実際に掲載されアルサブティの実績となってしまったものの、アルサブティの技能の拙さに不審を感じた同僚研究者の調査や元の論文著者の抗議から事態が発覚。医師免許を剥奪された。 |
| 1981年 | スペクター事件                                             | コーネル大学 | コーネル大学の大学院生マーク・スペクター (Mark Spector) は、ガン発生のメカニズムについて新発見をしたと発表。指導教授エフレイム・ラッカーの指導の下スペクターは次から次へと成果を挙げたものの、実験データの不自然さと追試が成功しなかったことから実験データの捏造が発覚。論文が撤回されたばかりか経歴詐称までも判明し、スペクターは退学処分となった。 |
| 1981年 | クローンマウス事件                                         | | ジェネーブ大学のカール・イルメンゼーとアメリカ・ジャクソン研究所のピーター・ホッペは、1977年にハツカネズミの体細胞から細胞核の移植によってクローン生物を生成することができると発表。これまで哺乳類では不可能といわれていたクローンが、哺乳動物でも可能ということで世界的に反響をもたらしたが、他の実験者による再現実験では成功せず、さらにイルメンゼーがデータを故意に操作していたとの内部告発もあり、1981年にイルメンゼーの一連の研究は「捏造とは断定できないものの、信頼性に重大な疑問が残る」という調査結果を発表。イルメンゼーへの研究助成は打ち切られ、その後大学の職を辞する事となった。この事件以降、一時的にクローン生物研究は世界的に下火となった。 |
| 1986年 | ボルティモア事件                                           | マサチューセッツ工科大学 | 免疫学者テレザ・イマニシ＝カリがデータを捏造したと部下が告発したが、イマニシの属していた研究室の主宰者だったデビッド・ボルティモア（ノーベル賞受賞者）がその告発を受け入れなかった。一度は有罪とされたが、再審査においては「証拠は見つからなかった」として告発は却下された。 この事件で真相究明が難航したことが、アメリカ合衆国の研究公正局 (ORI) の前身となった機関である科学公正局の設立のきっかけとなったとも言われることがある。 |
| 1992年 | 異常なオーサーシップ                                       | 有機元素化合物研究所 | 露・モスクワの有機元素化合物研究所 (IOC) の研究員は、10年間で948本もの論文の「共著」になっている。これは「IOCの施設を利用する見返りとして、IOCの人間を共著者に入れるのが慣習化していた」ことによるものであった。この件で研究員は1992年にイグノーベル賞を受賞した。ギフトオーサーシップの究極的な例として取り上げられることがある。 |
| 1994年 | ピアース事件                                               | | イギリスの産科医師ピアース (Malcolm Pearce) が、臨床例を捏造して、それをもとに論文を作成し、自身が編集委員を務める英国産科婦人科学会誌に発表した。編集委員長を論文共著者としていたが (= gift authership)、その編集委員長が辞任した。 英国が科学者による不正行為の対策に本格的に取り組むきっかけとなったともいわれる。 |
| 1997年 | ヘルマン・ブラッハ事件                                     | ウルム大学・リューベック大学 | フリードヘルム・ヘルマンとマリオン・ブラッハ (Marion Brach) が、1988年から1996年の間に発表した細胞成長に関する37論文で、デジタル画像の捏造やデータ操作・偽造が行われたことが、両者の研究スタッフからの内部告発によって発覚。ヘルマンとブラッハは詐欺の容疑で起訴されたが、結局援助されていた資金を返還することで和解した。 ヘルマンとブラッハの研究はドイツ研究基金とドイツ癌研究援助基金から多額の資金援助を受けていたこともあり、5年後に発覚したベル研シェーン事件を含めてドイツ科学界に大きな影響を及ぼした。 |
| 1998年 | MMRワクチン捏造論文事件                                    | ロイヤル・フリー病院 | アンドリュー・ウェイクフィールドの「新三種混合ワクチンの予防接種で自閉症になる」という論文が『ランセット』に掲載された。12人の子供の患者を対象に研究し、「腸疾患」と「自閉症」と「三種混合ワクチン」が関連した新しい病気「自閉症的全腸炎（autistic enterocolitis）」を発見したと報告した。この論文掲載に対して『ランセット』は激しい批判に晒された。 2004年2月に『ランセット』は、同論文の一部撤回を発表し、2010年に『ランセット』は、この論文を正式に撤回した。 イギリス・アメリカ合衆国・カナダ・オーストラリア・ニュージーランドにおいて、ワクチン接種が激減、麻疹 に感染する子供が増加した。 アンドリュー・ウェイクフィールドは、イギリスの医師免許剥奪の懲戒処分を受けた。 |
| 2000年 | 旧石器捏造事件                                             | 東北旧石器文化研究所 | 東北旧石器文化研究所の副理事長が30年ほど前から発見していた旧石器が捏造であったことが、毎日新聞の2000年11月5日朝刊掲載のスクープによって暴露された。 発覚の影響は大きく、歴史の検定済教科書の記述削除を余儀なくされた。 |
| 2002年 | ベル研究所の事件                                           | ベル研究所 | ベル研究所の研究員が作成した、2000年から2001年にかけて『サイエンス』誌に掲載された論文10編および『ネイチャー』誌掲載の論文7編が全て捏造であることが判明し、全て撤回された。研究員はこの一件でベル研究所を解雇され、コンスタンツ大学からは博士の学位を剥奪された。 NHKの村松秀らがこの事件について作成した番組は、多くの国際賞（バンフ・テレビ祭最優秀賞、アメリカ国際フィルム・ビデオ祭クリエイティブ・エクセレンス賞、アルジャジーラ国際テレビ番組制作コンクール銅賞）と科学技術映像祭・文部科学大臣賞を受賞した。 |
| 2002年 | ヴィクトル・ニノフ                                         | バークレー研究所 | 1999年に最重元素（超ウラン元素）が発見されたとしていた研究の実験データが偽造されていたと判明し、論文を撤回。 |
| 2005年 | 大阪大学医学部論文不正事件                                 | 大阪大学 | 2005年6月に、作られたはずのノックアウトマウスが存在しなかったため、Nature Medicine誌の論文が撤回された。大阪大学は、筆頭著者の大学院生を実行犯と認定し、監督者の教員2名を停職処分にした。停職処分を受けた教員の1名が大学院生から600万円の金銭を受け取っていたことも調査過程で明らかになっていた。大学院生は教員2名に損害賠償を求める裁判を起こしたが、敗訴した。 尚、処分を受けた教員の1名が責任著者を務めるScience誌の論文が、再現が取れなかったとして2007年10月に撤回された。このScience誌の論文には、Nature Medicine誌の論文の不正で実行犯と認定された筆頭著者は関与していなかった。Science誌の論文の撤回の際には、大阪大学医学部の教授会において、責任著者の退職を求める怒号が飛び交った。 また、この責任著者や、Nature Medicine誌の筆頭著者を実行犯と認定した調査委員会の委員長は、後に匿名Aによる論文大量不正疑義事件で複数の論文について告発を受けた。 |
| 2005年 | 東京大学工学部のRNA研究室の事件                            | 東京大学 | 「お気づきかもしれませんが、ウチのラボはイニシャルがKの人がよく成果を上げるんです」「K1は出産当日もラボに来ていました。デスクにいくと論文の草稿が置いてあり、『これが私がこの研究室で書いた40報目の論文だと思います。では産んできます』と書いてあるんですね。産んだ数日後にはもうラボに戻ってきていて、鉛のエプロンを着けてRIの実験をしていました」「あるポスドクを有名ラボ出身と言うことで雇ったのですが、成果を上げず、どうやらゲームの方が好きだということもわかったので、首にしました。その首にしたポスドクの仕事をK1とK2にやらせたら、すぐに上手くいきました。K2も学生時代はゲーマーだったんですね。でも、今は、研究はゲームより面白いと言うんです」などと教授が講演で紹介する2人の部下、K1とK2が異常なペースでRNAに関する論文を発表していた。教授は2人のことを強く信用していた。しかし、サンプルの譲渡を依頼されると「冷蔵庫が爆発した」という理由で断るなどしていたため、業界では疑惑が長らく囁かれていた。Nature誌の論文でHes1遺伝子を同名の別の遺伝子と取り違えていたことは疑惑を決定的にし、日本RNA学会が東京大学に調査を依頼した。K2が反証として提示したABIのシークエンサーのデータが、データ作成当時はABIから販売されていなかったはずの新しいバージョンのソフトウェアを用いて作られたものであったことなどから、2006年3月に「データは偽造された可能性が高い」とされた。 この不正行為から東京大学は教授とK2を懲戒解雇したが、教授は解雇は不当として東京大学と裁判で争った。一審・二審ともに教授側の責任を認め「解雇は妥当」と結論付けた。尚、K1は調査の時点で東大の外部に異動しており、調査対象にはなっていない。 |
| 2005年 | ES細胞論文不正事件                                         | ソウル大学 | 黄禹錫（ファン・ウソク）が行っていたクローン胚ES細胞研究に疑義が発生。2006年1月に調査委員会により捏造だと断定され、論文は撤回された。 黄禹錫は研究助成金など8億3500万ウォン（約6500万円）を騙し取ったと認定され、懲役2年、執行猶予3年の有罪判決を受けた。 捏造が認定されたものの、NT-1株についての物質特許とES細胞の作成方法について、2011年にカナダ、2014年にアメリカで特許が成立している。なお、韓国ではNT-1株の存在が認められておらず、訴訟が続いている。後の検証でES細胞の作製と世界初となるヒトの単為生殖に成功していたことは認められたが、論文が不正であり、論文に記された作成に至る経過とは関係なく偶然できた物と検証されたため、世界初の業績であるとはみなされていない。 |
| 2006年 | Jon Sudbø                                                  | ノルウェー・ラジウム病院 | 口腔癌に関するJon Sudbøらの医学論文において、偽造データが使われていたことが判明。 |
| 2006年 | 大阪大学大学院生命機能研究科                               | 大阪大学 | 助手を含む複数の共同論文著者らは、研究データを教授に改竄され、そのデータを含む論文を投稿されたと指摘した。助手はその後、毒物のアジ化ナトリウムを飲み自殺した。論文の不正は認定され、教授は懲戒解雇された。公開された調査報告書には教授が自殺した助手に宛て送っていたEメールが掲載されており、そこには「図9は、ご指摘の通り私がデータを捏造しました」などの生々しい文面が含まれていた。 この事件は日本分子生物学会で研究不正問題に関するシンポジウムが開かれる契機となった。 |
| 2006年 | 政府要職者の不正                                           | 早稲田大学 | 研究費の大量流用が行われた。内閣府の総合科学技術会議議員や文部科学省の研究不正防止を検討する委員会主査代理などの要職も務めていた者の事件であったことから、この事件は国の研究資金の管理が厳しくなる大きな契機となった。 |
| 2007年 | 鹿児島大学医学部第三内科                                   | 鹿児島大学 | 鹿児島大学医学部の助教が発表した論文について、その論文を掲載した米国の学術誌から疑義の照会が2007年9月3日に届いた。助教は11月1日に自殺した。鹿児島大学は、助教が14本の論文で改ざんを行ったことを2008年5月16日に発表した。 |
| 2007年 | 東北大学助教                                               | 東北大学 | 2007年10月22日、鹿児島大学出身の東北大学助教の論文に不正が疑われるデータがあることが2ちゃんねるの「『どーすればなくなるか？捏造。』【参十三報目】」の430番目のレスで指摘された。 助教は2008年の細菌学会黒屋奨学賞を受賞した。受賞直後に疑義の指摘が学会員から細菌学会へなされた。細菌学会は16報の不正の疑いを認め、文科省と東北大学に伝達した。 東北大学は助教を2009年12月に懲戒解雇し、助教は東北大学を訴えた。仙台地裁は、助教の仮処分申請を受け、2010年5月14日に助教の解雇を無効とし、賃金の仮払いを命じる決定を出した。裁判官は「従前の実験データと類似したデータが、事後の実験でも得られることがあり得る。実験データを流用した不正行為の真偽は不明」と指摘し、また助教の再実験の申し出を東北大学が拒否したことは問題があったと認定した。 しかし結局１審の裁判で助教は敗訴した。控訴審でも判決は覆らず、懲戒解雇の取り消しと1000万円の慰謝料の支払いは認められなかった。 2018年に博士号の取り消しが行われた。 |
| 2007年 | 東北大学総長                                               | 東北大学 | 東北大学の総長に対して研究不正の疑義が内外から寄せられ、様々な調査が行われたが、総長が自ら辞職することはなかった。東北大学の総長は告発した教授に対して名誉毀損の訴訟を起こした。 |
| 2010年 | 自称宇宙飛行士候補                                         | 東京大学・宇宙航空研究開発機構 | 東京大学大学院工学系研究科の助教の経歴詐称、業績の捏造、剽窃が判明した。東大史上初の学位取り消しと懲戒解雇相当の処分が下された。 この事件の追及は主に11jigenにより行われた。これから2014年までの約5年間に日本で発生し公になった研究不正事件の発覚と告発の大半は11jigenが関与したものである。 |
| 2010年 | 琉球大学教授                                               | 琉球大学 | 修士論文や博士論文の発表会における学生の他律的な言動を見れば、何かが起きていることは誰もが容易に認識できる状態であった[要出典]。しかし大学は放置し、論文が出ていることをもって表彰すらしていた。 論文が投稿された学術誌から2010年3月に指摘を受け、同大学は4月に調査委を設置した。38編の論文について不正があるとの調査結果が発表され、教授は8月に一旦懲戒解雇処分となった。しかし、その後の訴訟の結果、和解が成立し解雇処分は無効となった。また、内部調査では不正ではないとされていた琉球大学学長自身が共著として名を連ねていた論文が、外部調査委により不正と認定され、内部調査の在り方へ疑念が広がった。 撤回された論文が博士号の根拠となっていた元学生については、博士号の取り消しが検討された。琉球大学は2011年1月12日に一部の元学生の博士号取り消しの方針を固め、2011年1月21日に文部科学省に連絡した。文部科学省は、方針を再考するよう琉球大学に促した。琉球大学は、2011年3月に、論文を訂正すれば博士号を取り消さない方針を決定した。 11jigenは前所属の長崎大学に別の論文の告発を行い、長崎大学は不正を認定した。解雇処分無効後の琉球大学の再雇用は長崎大学が不正を認定した論文を根拠に行われたので、11jigenは琉球大学はこの教授の再処分ができるはずだと2013年7月26日に主張した。後に教授は科研費申請資格の停止処分を受けた。 |
| 2012年 | 東京大学分子細胞生物学研究所核内情報研究分野               | 東京大学 | 2011年の年末から2012年の年初にかけて、2ちゃんねるの「捏造、不正論文総合スレ4」と「捏造、不正論文総合スレ5」に、東京大学分子細胞生物学研究所核内情報研究分野が発表した20報以上の論文に不正が疑われるデータが掲載されていることが書き込まれた。11jigenが告発を行った。この研究室は、生命科学の業界では最も多くの公的予算を獲得していた研究室の一つであり、日本分子生物学会で若手を対象とした研究倫理教育をも担当していたため、日本分子生物学会では非常に大きな問題になった。東大の調査は3年に及び、最終的に33報の不正行為を2014年12月26日に認定した。不正行為の認定にあたって、東大総長は自らをも処分した。研究室の出身者が異動していた筑波大学や群馬大学でも関連して調査や処分が行われた。この事件は東大史上最悪の不祥事と呼ばれる。 2024年6月に発刊された生化学誌の紙冊子において、2024年11月の日本生化学会大会で行われる核内受容体のシンポジウムで核内情報研究分野の主催者がオーガナイザーを務めることが記載された。一方、日本生化学会大会のホームページではその記載が伏せられている。 |
| 2012年 | 172本の麻酔論文                                            | 東京医科歯科大学・筑波大学・東邦大学 | 東邦大学の准教授が発表した論文212本のうち172本にデータ捏造の不正があったとする調査結果を日本麻酔科学会が2012年に発表した。准教授は同年2月に東邦大学を諭旨免職処分となり、同年8月には日本麻酔科学会も自主的に退会した。 「リトラクションウォッチ」によると、この准教授は、撤回論文数の個人別ランキングで長らく世界1位であった。2023年7月に同じく麻酔科のドイツ人に撤回論文数を抜かれ世界2位となったことがリトラクションウォッチから発表された。 |
| 2012年 | 大規模な査読偽装                                           | 東亜大学校 | 韓国、釜山の東亜大学校教授が、論文を科学雑誌に投稿した際に、自身が管理できるようにしていた偽名科学者のメールアドレスを査読者の連絡先として推薦し、自分自身で査読し受理させるという前代未聞の研究不正が発覚した。合計35報の論文が撤回された。 |
| 2013年 | ディオバン事件                                             | 京都府立医科大学・東京慈恵会医科大学・滋賀医科大学・千葉大学・名古屋大学 | バルサルタン（商品名ディオバン）というノバルティスファーマが販売していた降圧剤についての臨床試験の論文が、京都府立医科大学・東京慈恵会医科大学・千葉大学・名古屋大学・滋賀医科大学から同時期に別々に発表された。一部の論文はディオバンが他の降圧剤に比べて脳卒中の割合等を大きく下げるというような画期的なデータを含んでいた。桑島巖は当初よりこの論文の内容を憂慮する発言を学会でしていたが、大きな動きは起こることなく、ディオバンは論文の恩恵を受けたまま１兆円を超える売り上げを上げた。しかしながら、由井芳樹が論文データの統計的な不自然さをLancet誌で指摘したのをを契機として、５つの大学のいずれの論文にも不正があることが判明し、また、いずれの論文の作成にもノバルティスファーマの社員が関わっているという利益相反の問題が発覚した。 この一連の不正論文によって安価な降圧剤が使われなくなったため、日本の医療費は数百億円～数千億円が無駄になったと言われる。ノバルティスファーマは国庫への返金や還元は行っていない。 ノバルティスファーマの社員は厚生労働省から刑事告発を受け、刑事裁判が行われた。社員が改ざんをしたことは認定されたが、告発の対象である薬事法違反に関しては無罪となった。論文の責任著者たちへの刑事告発は行われていない。 千葉大学を除いて論文の責任著者は引責した。千葉大学は、東京大学に異動していた論文の責任著者を処分するよう東大に勧告したが、東大はこの責任著者の処分を行わず、2023年6月13日には教育研究評議会において責任著者に名誉教授の称号を授与することを決定した。 毎日新聞の河内敏康と八田浩輔は、この事件についての一連の報道によって日本医学ジャーナリスト協会賞を受賞した。 千葉大学の論文の責任著者が出した別の基礎研究の論文についても、11jigenによって告発が行われた。 |
| 2014年 | 学長による報復懲戒解雇疑惑                                 | 岡山大学 | 2014年2月10日、岡山大学病院に勤務する教授らが執筆者となっている2006年発表のステロイドホルモンに関する論文についての不正を、同大学医歯薬学総合研究科の教授2人が学内の調査委員会に告発したことが週刊ポストに掲載された。この論文には当時の岡山大学長が関わっていた。調査委は実際に切り貼りがあったと確認したにもかかわらず、本来必要となるデータと照合しないまま不正なしと判断し、文部科学省のガイドラインに則して調査結果は公表しなかったことが、2016年1月4日付の毎日新聞の報道で発覚した。そして、告発をした2名の教授は懲戒解雇の処分をされた。解雇は「論文不正があった」と記者に情報提供を行うなど大学の名誉や信用を傷つけた点や部下の教員にハラスメントを行ったとして、停職9か月の懲戒処分にするなどの点から大学教授に必要な適性を欠いていることから解雇となった。なお本件は裁判となったが、裁判所は大学側の訴えを認め、解雇された教授2人の地位保全は棄却しており、法的には「報復」と断定できない。 文部科学省のガイドラインでは、論文に不正がなかったと判断した場合は調査結果の公表はしないと定められており、大学側はそれに沿っての対応であった。この点は調査が所属機関に有利になるよう進められる、あるいは、杜撰な調査で不正が見逃されるなどしたとしても外部からの検証が困難になる問題点が指摘された。 岡山大学は、2023年の別件の論文不正疑惑では被疑者の不正を認定し、懲戒解雇にしたため、研究不正を認定しない大学というわけではない。 |
| 2014年 | STAP細胞事件                                               | 理化学研究所・ハーバード大学・東京女子医科大学 | 2014年1月末にSTAP研究が発表され、論文の筆頭著者は一夜にして時代の寵児になった。しかしながら、数週間後には様々な論文不正の疑義が発覚し、11jigenが決定的な不正の証拠を3月9日に指摘し、騒動の末、論文は撤回された。この騒動はメディアで極めて盛んに取り上げられ、理化学研究所に関連する法案の提出延期や理化学研究所のセンターが解体される事態にまで発展した。NHKスペシャル「調査報告 STAP細胞 不正の深層」が放送された直後の8月5日に、筆頭著者を指導した論文の共著者の一人は自殺を遂げた。 毎日新聞の須田桃子はこの事件の取材過程を記した書籍を出版し、大宅壮一ノンフィクション賞と科学ジャーナリスト大賞を受賞した。筆頭著者は書籍「あの日」を出版し、自身の不正を否定した。自殺をした共著者の妻である未亡人は、STAP細胞が本当はあるというのであれば筆頭著者は小説を書く前に実験をしてほしいと述べた。 11jigenはこの事件における自身の活動の反響の大きさに戸惑い、引退を検討していることを読売新聞で表明した。 |
| 2014年 | 早稲田大学博士論文不正問題                                 | 早稲田大学 | STAP事件の騒動の最中、STAP細胞論文の筆頭著者の早稲田大学博士論文の背景の数十ページが海外の公的文書のほぼ完全な剽窃であることを11jigenが2014年3月11日に見つけた。これを契機として、11jigenは早稲田大学先進理工学研究科の他の多数の学生の博士論文においても同様に大量の盗用剽窃が行われていることを2014年3月中に発見した。このため早稲田大学は、先進理工学研究科280本の博士論文の調査を行った。早稲田大学は、62件の学位論文を訂正したが、STAP細胞論文の筆頭著者以外の学位の取り消しは行わなかったことを発表した。 |
| 2014年 | 匿名Aによる論文大量不正疑義事件                            | 札幌医科大学・東北大学・東京慈恵会医科大学・東京大学・東京医科歯科大学・慶應義塾大学・日本大学・金沢大学・名古屋大学・京都大学・京都府立医科大学・大阪大学・大阪医科大学・近畿大学・関西医科大学・徳島大学・九州大学・杏林大学・立命館大学・広島大学・長崎国際大学・宮城県立病院機構宮城県立がんセンター・国立感染症研究所・国立病院機構京都医療センター・理化学研究所 | 日本全国の様々な研究機関から発表された約80本の医学系の論文において、不正な人為的加工や流用などが疑われる画像データが掲載されていることが、2013年の日本分子生物学会年会のために開設されたウェブサイト「日本の科学を考える」の「捏造問題にもっと怒りを」というトピックのコメント欄に、「匿名A」を名乗る人物によって、2014年12月30日から2015年1月3日の間に相次いで指摘された。2015年1月6日には同様の趣旨の匿名告発が文部科学省に対して文書で行われた。 2015年1月9日から報道が始まり、STAP事件よりはるかにスキャンダラスかつ重大な事件に発展する可能性も言及された。衆議院でも議論が行われた。 最も多い28本の疑義が指摘された大阪大学は、責任著者が別の論文捏造事件で懲戒解雇された1本の論文を除く27本について予備調査を行い、1本については疑義を否定し、7本については不注意による誤使用と判断し、残りの19本については「データが残っていないため不正の事実が確認できず、これ以上の調査は困難」として調査を打ち切った。12本の疑義が指摘された東京大学は、予備調査の結果、全ての論文について不正行為が存在する疑いはないと発表した。 参議院議員の櫻井充は、参議院議長への質問主意書において、東京大学は調査の内容を全く明らかにしていないと指摘した。また、調査責任者は被告発者と親しい医学部の研究者が務めたという情報を明らかにした。 「匿名A」は研究不正に関する匿名掲示板で以前から知られた存在だった。11jigenが過去に告発してきた論文の少なくとも一部は、匿名Aがオリジナルの疑義の指摘を匿名掲示板で行ったものと推測される。 「匿名A」は、大阪大学医学部は疑惑の画像が見つかる確率が他と比較して異常に高かったと主張した。 |
| 2015年 | セラノス事件                                               | セラノス社 | スタンフォード大学を中退した19歳の女性が2003年にベンチャー企業をシリコンバレーに設立した。自社で開発した小型診断器により1滴の血液で200種類の病気の診断が安価にできると主張し、会社の時価総額は一時期1兆円を超えた。しかし、2015年に社員による内部告発がウォール・ストリート・ジャーナルに掲載され、血液検査に信憑性がないことが明らかとなった。2018年に会社は解散し、社長および社長と恋人関係にあった幹部は起訴された。社長は禁固11年の判決を受けた。 |
| 2016年 | Ordinary_researchersによる東京大学への論文不正疑義事件     | 東京大学 | 2016年8月末に、東京大学が医学系の論文不正の予備調査を行なっていることが報道された。2016年9月20日に、東京大学は、捏造及び改ざんの疑いがあるという匿名の申立てが2016年8月にあった6名の22報の論文について、本格的な調査を行なうことを明らかにした。 2017年8月3日、東京大学は、分子細胞生物学研究所の5報の論文を不正と認定し、医学部の論文については全て不正なしと一行だけ記載した文書を公開した。調査報告書の全文は、大部分が黒塗りの状態で後日公開された。 東京大学の池上徹は、分子細胞生物学研究所の助教が研究不正とはやや言い難いデータを基に処分されたことは、医学部が全て不正なしとされたことと比較すると不合理であると2018年の分子生物学会で主張した。 |
| 2017年 | 東北地方太平洋沖地震及び熊本地震等の地震波データ捏造問題   | 大阪大学など | 2017年9月27日、土木学会のホームページに突如記事が掲載された。内容は、大阪大学准教授らが2016年に米国地震学会誌Seismological Research Lettersに論文発表した熊本地震の波形データについて重要な匿名の情報提供があり、深刻に受け止めて公的な対応を検討しているというものだった。 2019年1月26日、東北地方太平洋沖地震（東日本大震災）の地震波データについても不正をしていた疑いが強いことが報じられた。 2019年3月15日、大阪大学は調査結果を公表し、5報の論文に捏造や改ざんなどの不正行為が認定された。調査中に准教授が死亡したため、北海道南西沖地震や阪神大震災等を扱っていた残りの論文については判定留保又は判定不能となった。 |
| 2017年 | 骨粗鬆症予防のガイドライン                                 | 弘前大学 | 弘前大学の教授が筆頭著者である14報の論文に不正が認定された。教授は自殺した。撤回論文数は100報を超えている。論文は骨粗鬆症予防のガイドラインにも影響を与えるものだった。 |
| 2017年 | マイクロプラスチックの研究                                 | ウプサラ大学 | マイクロプラスチックが稚魚に影響の成長に悪影響を与えるというScience誌の論文に不正が認定された。この論文はマイクロプラスチックを規制する根拠になっていた。 |
| 2019年 | ハルデン原子炉                                             | ノルウェーエネルギー技術研究所 | 1990年から2005年の間にハルデン原子炉で行なった核燃料試験の結果が捏造されていたことが2020年5月に発表された。この捏造データの調査が開始されたことは、日本の原子力規制委員会も2019年8月には把握していた。2019年1月の原子力規制委員会の記者会見では、ハルデン原子炉の廃止が突然決まったことについて海外でも危機感を持たれていることが報告されていた。 2021年10月14日に原子力規制委員会で行われた第50回技術情報検討会において、安全性についての大きな影響はないという見解が示された。 |
| 2020年 | パンデミック発生時における治療薬の臨床試験                 | サージスフィア社 | 2020年の新型コロナウイルスのパンデミック当初、ドラッグリポジショニングによる治療薬の探索が世界各地で行われた。その過程で、米国サージスフィア社などが、クロロキン、ヒドロキシクロロキン、イベルメクチン等の薬剤の効果を調べた論文を2020年5月にNew England Journal of Medicine誌やLancet誌などの著名な雑誌等に掲載した。米国大統領がヒドロキシクロロキンを予防薬として飲んでいると発言したこともあり、論文は大きな注目を集め、これらの薬剤の投与が広く行われた。しかし、2020年5月末に一部の専門家からサージスフィア社に対する疑義が表明され、2020年6月には、ガーディアン誌が、サージスフィア社がアダルトコンテンツのモデルを含む10人程度の従業員からなる小さな会社であり、データの信用性が疑わしいことを報道した。これを受けて論文は撤回された。 |
| 2020年 | 肺がんの臨床試験                                           | 大阪大学・国立循環器病研究センター | 2015年から行われていた「非小細胞肺がん手術適応症例に対する周術期hANP（ハンプ）投与の多施設共同ランダム化第Ⅱ相比較試験（JANP study）」の根拠となる論文に不正があったことが2020年08月18日に発表された。この論文の筆頭著者については、大量訂正の問題が過去に指摘されていた。2021年に捏造と改ざんが認定され、論文は撤回された。JANP studyは中止され、10件の健康被害が確認された。 |
| 2020年 | 前年のノーベル賞受賞者2名への大量疑義                      | ジョンズ・ホプキンズ大学・オックスフォード大学 | 2020年のノーベル賞ウィークの最中、2019年のノーベル医学生理学賞受賞者2名の60報以上の論文に不自然な酷似画像等があることがPubPeerで指摘された。ノーベル賞の受賞対象となったScience誌の論文に対しても指摘があった。 2022年10月22日、17報の論文が撤回されたことが報じられた。 |
| 2020年 | 学術誌が圧力をかけられ論文撤回                             | エルゼビア社 | 肝臓病を患った24歳の女性が服用していたハーバライフ社のサプリメントに有害物質が含まれていたという論文がエルゼビア社の雑誌から2018年に発表された。著者には非がなかったが、圧力をかけられたエルゼビア社は論文を撤回した。 |
| 2022年 | 17歳の新入生の告発による学長の辞任                         | スタンフォード大学 | ジャーナリストの両親のもとに生まれたテオ・ベーカーは、スタンフォード大学に入学した直後の2022年の秋に、スタンフォードの学長についてPubPeerに疑惑が出ていることを卒業生の先輩から教えてもらった。PubPeerの指摘は2015年頃から始まっていた。テオ・ベーカーは調査を行い、2022年の11月末に、学長が2000年頃からScience誌やCell誌などに発表した神経科学に関する論文の疑惑について、Stanford Daily誌に記事を書いた。スタンフォード大学は学長の就任前にこの疑惑を検討しており、学長はScience誌に訂正を依頼したが、Science誌はミスによりその訂正を掲載しなかったとされている。Genentech社が2009年のアルツハイマーに関するNature誌の論文について2011年に社内で検討し虚偽のデータを発見していたことも2023年2月に報じられた。2023年7月に、ノーベル賞受賞者を含むScientific Panelistによる調査結果と、学長の辞任が発表された（教授の地位には留まる）。テオ・ベーカーはこの報道でジョージ・ポルク賞を受賞した。テオ・ベーカーは、ロサンゼルス・タイムズのインタビューにおいて、シリコンバレー最大手の弁護士事務所を介した脅迫を受けたことや、作業に1000時間以上を費やしたこと、エリザベス・ビク以外の大半は実名ではサポートしてくれなかったこと、大学の学業にも励んでいることを明らかにした。 テオ・ベーカーは、2023年の夏はドイツに滞在し、ウクライナとの戦争に使用する武器をロシアに提供している企業について追及を行っている。 |
| 2022年 | インカレ査読不正                                           | 福井大学・千葉大学・金沢大学・浜松医科大学 | ムーンショットと呼ばれる内閣府の大型研究費を獲得していた福井大学教授は、査読誌に投稿した複数の論文について、査読者になりえる千葉大学教授、金沢大学教授、および浜松医科大学教授に査読コメントの草稿を提供していた。その草稿は、福井大学教授が論文の複数の共著者に指示して書かせていたものだった。千葉大学教授、金沢大学教授、および浜松医科大学教授は、その草稿を利用して査読誌に査読コメントを回答していた。 この事件を踏まえ、文部科学省は日本学術会議に対して審議を依頼した。2023年9月25日に日本学術会議は回答し、国の研究不正防止指針に査読不正の規定について追加を検討するべき時期に来ているとした。 |
| 2023年 | 宇宙飛行士の不正隠蔽                                       | 筑波大学・宇宙航空研究開発機構 | 宇宙航空研究開発機構（JAXA）所属の宇宙飛行士が代表者を務める大型研究事業（科研費新学術領域研究）において、データの捏造が行われていたことが2022年に報道された。報道当初においては、論文化がなされていないデータの捏造であり、特定不正行為には当たらないと説明されていた。しかしながら、2023年に、一部のデータが筑波大学から論文として発表されていたことが発覚した。 |
| 2023年 | 首脳陣への疑義の多発                                       | 国立循環器病研究センター | 2023年に、以下の国立循環器病研究センターの幹部6人について、合計41報（重複除く）の論文不正疑惑が岩澤倫彦などによって報じられた。 - 理事長 - 理事（ナンバー3） - 創薬オミックス解析センター長（理事長特任補佐） - 副所⻑（告発直後にロンドン大学に異動） - 副院長 - 副院長（弁膜症センター長） 尚、国立循環器病研究センターは、この6人の疑惑とは別に、元室長の研究不正について2023年6月に懲戒解雇相当の処分を行っていた。また、この表で上述されている2020年に発表された肺がんの臨床試験の不正についても、別の元室長に2021年3月に懲戒解雇相当の処分を行っていた。すなわち、短期間に不正や疑惑の報道が高位職に多発している。 上昌広は、大阪大学医学部循環器内科において20年前から不正行為が受け継がれていた可能性を指摘した。 |
| 2024年 | 早稲田大学博士論文不正問題（2024年大学院教育学研究科事件） | 早稲田大学 | 早稲田大学国際教養学部の女性助教の博士論文を含む複数の研究に研究不正が認定された事件である。2014年に生じたSTAP細胞論文の筆頭著者による研究不正に引き続き10年ぶりに早稲田大学の博士論文に研究不正（改ざん、自己盗用）が認定されることとなった。女性助教は、2020年に早稲田大学大学院教育学研究科で博士学位を取得した後、2021年から国際教養学部でカタールチェアと呼ばれる早稲田大学（日本）とカタール大学（カタール）による共同事業（10年間、両大学から1300万ドル相当の出資）の早稲田大学（日本）側の主要研究者となっていた。2023年5月18日リトラクションウォッチは、この女性助教による博士論文および修士論文を含む複数の論文に研究不正の疑惑があり、早稲田大学による調査がすでにおこなわれていることを報じた。2023年12月5日には、MyNewsJapanが、女性助教の論文には論文の主要なテーマであるアンケート調査の集計・分析表が、内容の異なるテーマで執筆した別の論文の表と酷似するなど公正さに疑問があり、またインタビューデータについても博士論文では一人の発言とされていた内容が別の学会発表では二人の発言になるなど不審な点があるとの報道をおこなった。2023年12月8日には読売新聞が早稲田大学による不正の認定がなされたことを報じたが、早稲田大学からの公表は2024年3月27日となった。調査においては、博士論文および修士論文を含む計8つの研究成果が学術研究倫理委員会の調査対象となり、8つの研究成果全てについて、改ざん・自己盗用、不適切な研究行為（QRP:Questionable Research Practice）のいずれかまたは全てが認定された。早稲田大学による公表内容と異なり、早稲田大学の内部資料や情報公開請求によって開示された文部科学大臣宛の調査報告書では、女性助教が大学院教育学研究科で大学院生であった際に指導や学位論文の審査にあたった指導教員は、女性助教自身よりも重い責任があると判断されていたことが報じられた。女性助教の博士論文には研究不正が認定されたものの、早稲田大学は学位を取り消さないことを決め、2025年には女性助教の博士論文に対する60項目の訂正がなされたとする指導教員の報告が承認された。 |
| 2025年 | 有名芸能人を用いた宣伝による保険未適用の線虫がん検査の普及 | HIROTSUバイオサイエンス | 線虫の嗅覚研究でNature誌に論文を発表するなどしていた東京大学出身の研究者が、2016年に日本にHIROTSUバイオサイエンスというベンチャー企業を設立した。線虫を用いた癌検査キット「N-NOSE」を販売し、2023年までに50万人分を売り上げた。N-NOSEは、厚生労働省による保険適用は受けていない。 N-NOSEのCMには、仲間由紀恵、東山紀之、五木ひろし、田中麗奈といった有名タレントが出演した。また、つんくや張本美和がN-NOSEを宣伝するイベントに参加した。首都圏の鉄道には多くの広告が出された。 HIROTSUバイオサイエンスは三井住友海上や第一生命などの大手保険会社と業務提携した。藤沢市や松山市はN-NOSEをふるさと納税の返礼品にした。 2021年12月に週刊文春がN-NOSEへの疑義を配信した。HIROTSUバイオサイエンスは反論を記したプレスリリースを発表した。2023年9月にはNewspicksがN-NOSEへの疑義を複数回配信した。Newspicksは、2023年の日本がん検診・診断学会総会において、HIROTSUバイオサイエンスに意図的に送付された10人の癌患者の検体が全て陰性と判定されたという学会発表を紹介していた。HIROTSUバイオサイエンスは反論を記した長文のプレスリリースを発表し、10人の癌患者の検体の偽陰性の原因は「標準化変換」という機構に因ると説明した。救急医の木下喬弘はこの説明の問題点をnoteで指摘した。2023年9月29日、HIROTSUバイオサイエンスはNewspicksの社員等に対して名誉毀損訴訟を行うことを発表した。2023年10月1日、STAP事件後に毎日新聞からNewspicksに異動していた須田桃子は、癌検査キットへの疑義をまとめた動画をYouTubeで配信した。 疑義の報道以降もHIROTSUバイオサイエンスは活発に活動を行い、岐阜市立東長良中学校、尾花沢市立尾花沢中学校、普連土学園中学校、創価中学校、愛知県豊橋市立牟呂中学校、東海市立富木島中学校、富山県片山学園中学校、千葉県佐倉市立志津中学校、千葉県木更津市立木更津第一中学校、愛知県豊田市立上郷中学校、岐阜県大垣市立西中学校、岐阜県岐阜市立加納中学校などから中学生を受け入れて教育を行った。文響社のうんこドリルと提携し、がん検診についての冊子を全国の小学校に無償配布した。 須田桃子のNewspicksの記事は、2024年8月に江川紹子、有働由美子、塩田武士らが選考する調査報道大賞で奨励賞を受賞した。 須田桃子はNewspicksを退職したことを2024年11月4日に発表した。 2025年の1月から2月にかけて、毎日新聞はN-NOSEについての疑問点を連載として紙面に掲載した。 |

## 参考：特許権・特許明細書における捏造
特許の審査においては基本的に書面主義が採られており、書類上の一貫性が保たれていれば、発明の実施可能性や記述の科学的な正確性について、査読や追試などによる検証は行われない。このため、金銭・利益優先で「架空のデータ」を用いた出願などの問題行為がまかり通ってしまっているとの指摘がある。
これらの検証は、特許の審査においては書類上その発明が実施可能と認められない場合（特許法36条）や、発明の実施可能性について第三者からの情報提供があった場合（特許法施行規則13条の2）に行われ、特許法194条には、その手段として、有識者への調査依頼なども定められている。また、より一般的には、特許が認められた後において、第三者が発明の実施可能性を理由として特許無効の審判を提起した際に行われる。さらに、刑事上は、虚偽の記載などの詐欺行為によって特許を受けた場合には、いわゆる特許詐欺罪に問われ、3年以下の懲役又は300万円以下の罰金が科せられる（特許法197条）。特許詐欺罪は特許審査官を欺罔する罪であり、国家的権威・機能の阻害から保護することが立法の目的である。
出願する上で重要となるのは、多くの観点からの請求項を含む特許請求の範囲（クレーム）や、上位概念的な請求項から実施例に対応した請求項まで多段階にわたる特許請求の範囲を、出願時に作成することである。
幅の広いクレームを作成することによって、より権利範囲の広い特許を取得することができるため、実際には実験を行っていない範囲についてまで実施例として記載するなど、明らかに科学的手法を逸脱した記述の体裁が積極的に採用されることがある。また、技術的な詳細の機微（ノウハウ）を可能な限り隠匿することで追従者の追跡を遅らせる意図から、実際には実験を行っていないにも関わらず、利用可能性のある要素すべてを網羅したり、数値範囲を広く記載するケースもある。
科学や学術論文の執筆の領域では、公表時点で捏造や改竄が問題になる。したがって、特許出願と同様の感覚で不正なデータを含む論文を公表した場合、科学の世界では科学の世界なりの処分が下る。ただし、近年、実験データを捏造して特許を出願した大学の研究者が処分された例なども出てきており、特許出願であるからデータの捏造が認められるという感覚は通用しなくなってきている。